# Distrito electoral federal 6 de Chihuahua
El Distrito electoral federal 6 de Chihuahua es uno de los 300 distritos electorales en los que se encuentra dividido el territorio de México y uno de los nueve en los que se divide el estado de Chihuahua. Su cabecera es la ciudad de Chihuahua.
Desde el proceso de distritación de 2022 el distrito abarca la zona norte del Municipio de Chihuahua además de la zona oeste de la ciudad de Chihuahua.

## Distritaciones anteriores
El distrito VI apareció en 1902, al elegir a Porfirio Parra como diputado a la XXI Legislatura del Congreso de la Unión. El distrito eligió representantes hasta 1930, cuando fue suprimido. Fue restablecido en 1961 para formar la XLV Legislatura y, desde entonces, ha elegido diputados federales de forma ininterrumpida.

### Distritación 1979 - 1996
Está formado por un sector del centro-este del estado de Chihuahua, su cabecera era la ciudad de Camargo.

### Distritación 1996 - 2005
En la distritación vigente entre 1996 y 2005 el territorio del distrito también se encoentraba en el municipio y ciudad de Chihuahua, pero incluía todo el territorio municipal situada al norte del Río Chuvíscar, es decir, la mitad norte de la ciudad de Chihuahua.

### Distritación 2005 - 2017
Desde el proceso de redistritación de 2005 está formado por el sector occidental del municipio de Chihuahua incluyendo aproximadamente la mitad de la ciudad de Chihuahua que es su cabecera.

### Distritación 2017 - 2022
Entre 2017 y 2022 el distrito abarcó una parte de la zona oeste de la ciudad de Chihuahua y la zona norte del Municipio de Chihuahua.

## Diputados por el distrito
| Diputado                                                      | Grupo parlamentario | Legislatura   | Periodo     |
| ------------------------------------------------------------- | ------------------- | ------------- | ----------- |
| Porfirio Parra                                                |                     | XXI XXII      | 1902 - 1906 |
| Vacante                                                       | Vacante             | XXIII         | 1906 - 1908 |
| Porfirio Parra                                                |                     | XXIV          | 1908 - 1910 |
| Celso Acosta                                                  |                     | XXV           | 1908 - 1912 |
| Vacante                                                       | Vacante             | XXVI          | 1912 - 1914 |
| Vacante                                                       | Vacante             | Constituyente | 1916 - 1917 |
| Vacante                                                       | Vacante             | XXVII         | 1917 - 1918 |
| Manuel Chávez M.                                              |                     | XXVIII        | 1918 - 1920 |
| Alejandro Velázquez López                                     |                     | XXIX          | 1920 - 1922 |
| Manuel Chávez M.                                              |                     | XXX           | 1922 - 1924 |
| José Calles                                                   |                     | XXXI          | 1924 - 1926 |
| Rafael V. Balderrama                                          |                     | XXXII         | 1926 - 1928 |
| Práxedes Giner Durán                                          |                     | XXXIII        | 1928 - 1930 |
| El distrito VI es suprimido en 1930. Es restablecido en 1961. |                     |               |             |
| Carlos Chavira Becerra                                        |                     | XLV           | 1961 - 1964 |
| José Martínez Alvídrez                                        |                     | XLVI          | 1964 - 1967 |
| Armando Bejarano Pedroza                                      |                     | XLVII         | 1967 - 1970 |
| José Refugio Mar de la Rosa                                   |                     | XLVIII        | 1970 - 1973 |
| Ernesto Villalobos Payán                                      |                     | XLIX          | 1973 - 1976 |
| José Refugio Mar de la Rosa                                   |                     | L             | 1976 - 1979 |
| Enrique Sánchez Silva                                         |                     | LI            | 1979 - 1982 |
| Diógenes Bustamante Vela                                      |                     | LII           | 1982 - 1985 |
| Fernando Baeza Meléndez                                       |                     | LIII          | 1985 - 1986 |
| Alfredo Rohana Estrada                                        | 1986 - 1988         | LIII          |             |
| Arturo Armendáriz Delgado                                     |                     | LIV           | 1988 - 1990 |
| Óscar Villalobos Chávez                                       | 1990 - 1991         | LIV           |             |
| Jaime Ríos Velasco Grajeda                                    |                     | LV            | 1991 - 1994 |
| Óscar Villalobos Chávez                                       |                     | LVI           | 1994 - 1997 |
| Patricio Martínez García                                      |                     | LVII          | 1997 - 1998 |
| Xóchitl Reyes Castro                                          | 1998 - 2000         | LVII          |             |
| Francisco Hugo Gutiérrez Dávila                               |                     | LVIII         | 2000 - 2001 |
| Luis Villegas Montes                                          | 2001 - 2003         | LVIII         |             |
| Gustavo Madero Muñoz                                          |                     | LIX           | 2003 - 2006 |
| Emilio Flores Domínguez                                       |                     | LX            | 2006 - 2009 |
| Maurilio Ochoa Millán                                         |                     | LXI           | 2009 - 2012 |
| Minerva Castillo Rodríguez                                    |                     | LXII          | 2012 - 2015 |
| Juan Blanco Zaldívar                                          |                     | LXIII         | 2015 - 2018 |
| Miguel Riggs Baeza                                            |                     | LXIV          | 2018 - 2021 |
| Laura Contreras Duarte                                        |                     | LXV           | 2021 - 2024 |
| María Angélica Granados Trespalacios                          |                     | LXVI          | 2024 -      |

## Resultados electorales

### 1964
|  | 21.40 % |

|  | 73.86 % |

|  | 4.26 % |

|  | 0.48 % |

|  | 0.00 % |

|  | 100.00 % |

|  | 0.00 % |

|  | 41.36 % |

|  | 58.64 % |

### 1967
|  | 21.76 % |

|  | 76.27 % |

|  | 1.96 % |

|  | 0.00 % |

|  | 0.00 % |

|  | 100.00 % |

|  | 0.00 % |

|  | 45.50 % |

|  | 54.50 % |

### 1970
|  | 18.72 % |

|  | 71.81 % |

|  | 1.23 % |

|  | 0.00 % |

|  | 0.13 % |

|  | 91.89 % |

|  | 8.11 % |

|  | 49.59 % |

|  | 50.41 % |

### 1973
|  | 13.34 % |

|  | 79.52 % |

|  | 2.91 % |

|  | 0.00 % |

|  | 0.04 % |

|  | 95.80 % |

|  | 4.20 % |

### 1976
|  | 9.44 % |

|  | 75.79 % |

|  | 3.30 % |

|  | 0.67 % |

|  | 0.28 % |

|  | 89.49 % |

|  | 10.51 % |

|  | 37.36 % |

|  | 62.64 % |

### 1979
|  | 12.05 % |

|  | 65.83 % |

|  | 3.33 % |

|  | 1.74 % |

|  | 0.81 % |

|  | 6.69 % |

|  | 1.58 % |

|  | 0.04 % |

|  | 92.07 % |

|  | 7.93 % |

|  | 23.06 % |

|  | 76.94 % |

### 1982
|  | 32.81 % |

|  | 59.81 % |

|  | 1.55 % |

|  | 1.61 % |

|  | 0.78 % |

|  | 2.67 % |

|  | 0.77 % |

|  | 0.00 % |

|  | 0.00 % |

|  | 0.00 % |

|  | 100.00 % |

|  | 0.00 % |

|  | 50.45 % |

|  | 49.55 % |

### 1985
|  | 31.76 % |

|  | 62.48 % |

|  | 0.27 % |

|  | 0.73 % |

|  | 0.17 % |

|  | 1.20 % |

|  | 0.20 % |

|  | 0.53 % |

|  | 0.03 % |

|  | 0.00 % |

|  | 97.36 % |

|  | 2.64 % |

|  | 47.68 % |

|  | 52.32 % |

### 1988
|  | 34.89 % |

|  | 59.08 % |

|  | 1.45 % |

|  | 3.24 % |

|  | 0.24 % |

|  | 0.98 % |

|  | 0.13 % |

|  | 0.00 % |

|  | 100.00 % |

|  | 0.00 % |

|  | 42.54 % |

|  | 57.46 % |

### 1991
|  | 29.88 % |

|  | 61.47 % |

|  | 0.69 % |

|  | 1.12 % |

|  | 0.93 % |

|  | 0.88 % |

|  | 0.19 % |

|  | 0.17 % |

|  | 0.11 % |

|  | 1.41 % |

|  | 0.06 % |

|  | 96.91 % |

|  | 3.09 % |

|  | 63.86 % |

|  | 36.14 % |

### 1994
|  | 29.64 % |

|  | 61.00 % |

|  | 0.42 % |

|  | 3.25 % |

|  | 0.28 % |

|  | 0.75 % |

|  | 0.10 % |

|  | 2.00 % |

|  | 0.42 % |

|  | 0.03 % |

|  | 97.89 % |

|  | 2.11 % |

|  | 75.70 % |

|  | 24.30 % |

### 1997
|  | 39.55 % |

|  | 43.44 % |

|  | 9.45 % |

|  | 0.33 % |

|  | 2.23 % |

|  | 2.74 % |

|  | 0.26 % |

|  | 0.24 % |

|  | 0.01 % |

|  | 98.25 % |

|  | 1.75 % |

|  | 60.35 % |

|  | 39.65 % |

### 2000
|  | 52.35 % |

|  | 34.45 % |

|  | 8.85 % |

|  | 0.78 % |

|  | 0.49 % |

|  | 1.75 % |

|  | 0.02 % |

|  | 98.68 % |

|  | 1.32 % |

|  | 66.37 % |

|  | 33.63 % |

### 2003
|  | 44.06 % |

|  | 43.65 % |

|  | 4.57 % |

|  | 2.17 % |

|  | 0.91 % |

|  | 0.14 % |

|  | 0.23 % |

|  | 0.56 % |

|  | 0.25 % |

|  | 0.26 % |

|  | 0.05 % |

|  | 96.85 % |

|  | 3.15 % |

|  | 41.22 % |

|  | 58.78 % |

### 2006
|  | 46.35 % |

|  | 34.85 % |

|  | 11.82 % |

|  | 4.03 % |

|  | 0.91 % |

|  | 0.22 % |

|  | 98.18 % |

|  | 1.82 % |

|  | 60.61 % |

|  | 39.39 % |

### 2009
|  | 34.72 % |

|  | 36.79 % |

|  | 2.21 % |

|  | 2.28 % |

|  | 8.04 % |

|  | 4.50 % |

|  | 0.72 % |

|  | 0.37 % |

|  | 89.63 % |

|  | 10.37 % |

|  | 43.24 % |

|  | 56.76 % |

### 2012
|  | 35.87 % |

|  | 36.00 % |

|  | 11.83 % |

|  | 3.65 % |

|  | 4.69 % |

|  | 0.09 % |

|  | 92.13 % |

|  | 7.87 % |

|  | 62.67 % |

|  | 37.33 % |

### 2015
|  | 37.04 % |

|  | 29.80 % |

|  | 1.50 % |

|  | 2.03 % |

|  | 5.30 % |

|  | 5.72 % |

|  | 6.02 % |

|  | 2.46 % |

|  | 3.58 % |

|  | 0.25 % |

|  | 93.71 % |

|  | 6.29 % |

|  | 42.80 % |

|  | 57.20 % |

### 2018
|  | 47.81 % |

|  | 14.96 % |

|  | 27.63 % |

|  | 3.79 % |

|  | 2.52 % |

|  | 0.06 % |

|  | 96.77 % |

|  | 3.23 % |

|  | 62.28 % |

|  | 37.72 % |

### 2021
|  | 59.58 % |

|  | 5.89 % |

|  | 0.63 % |

|  | 2.03 % |

|  | 0.97 % |

|  | 5.63 % |

|  | 20.71 % |

|  | 1.38 % |

|  | 0.36 % |

|  | 0.72 % |

|  | 0.05 % |

|  | 97.95 % |

|  | 2.05 % |

|  | 56.09 % |

|  | 43.91 % |

- Nota: La candidata de Redes Sociales Progresistas, Luisa Fernanda Villalobos Félix renunció a la candidatura el 20 de mayo de 2021 no habiendo sido sustituida por otro candidato.[27]